# Timelaea albescens

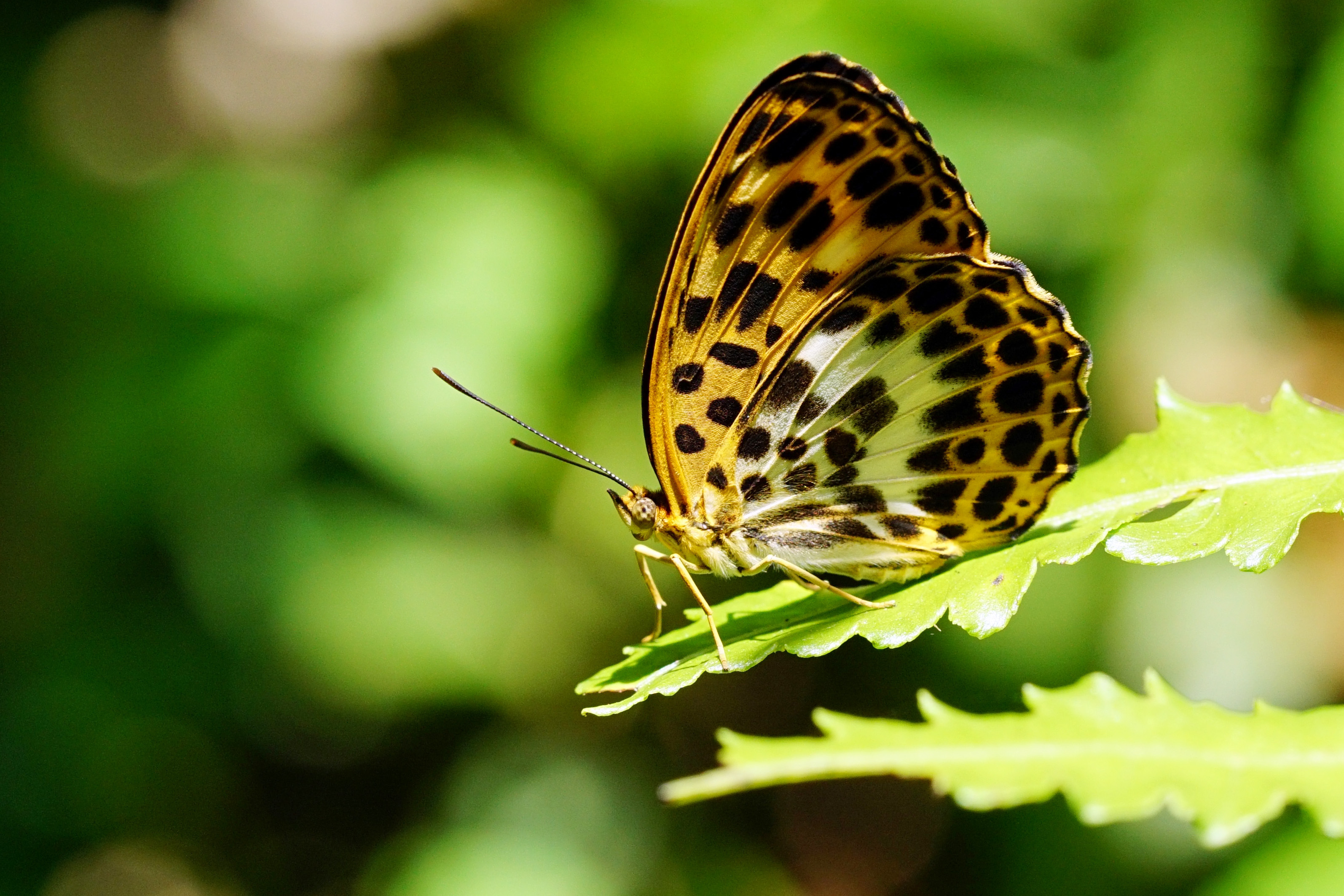
Flügelunterseite

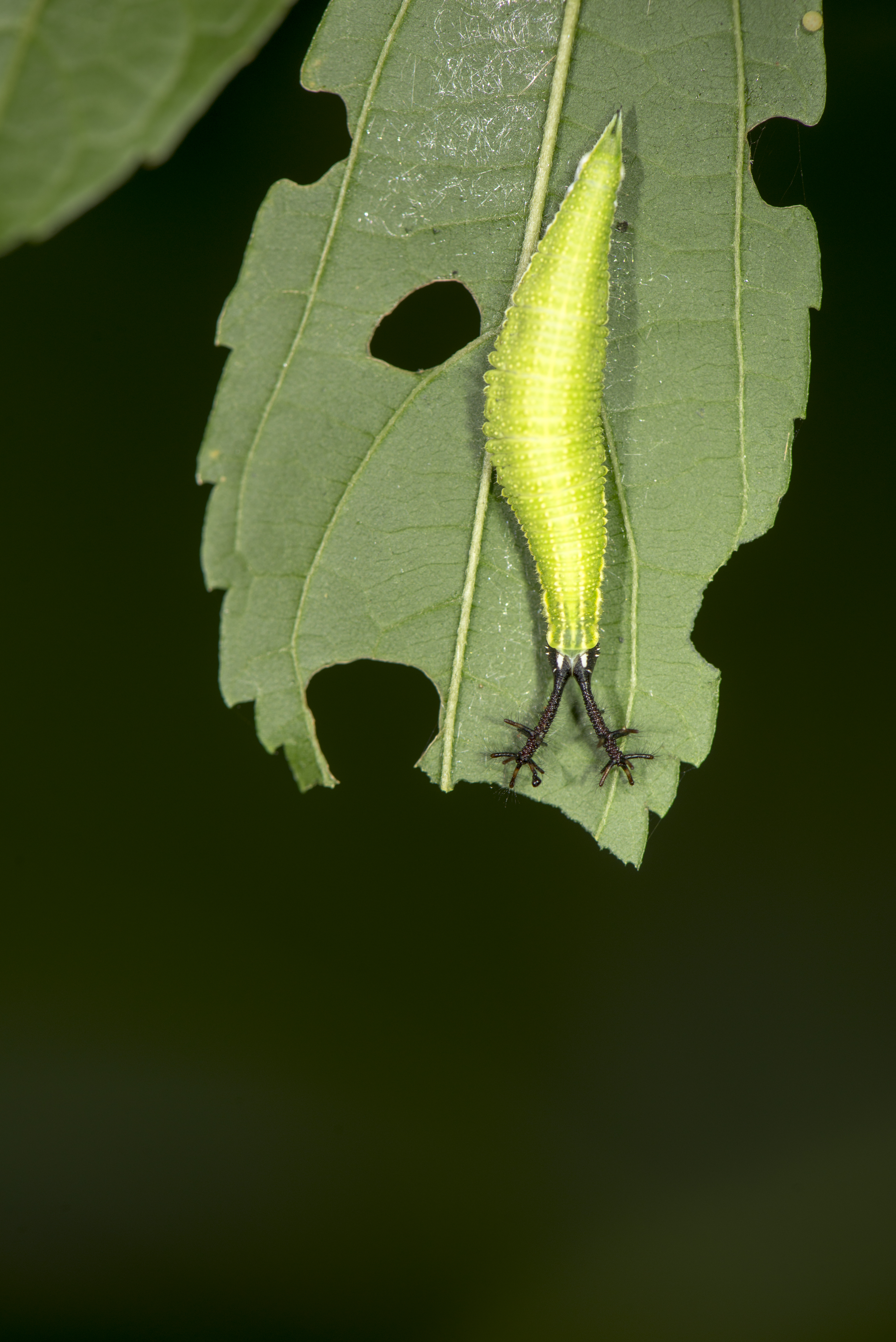
Raupe

Timelaea albescens ist ein in Asien vorkommender Schmetterling (Tagfalter) aus der Familie der Edelfalter (Nymphalidae).

## Merkmale

### Falter
Die Falter erreichen eine Flügelspannweite von durchschnittlich 50 Millimetern. Ein Sexualdimorphismus liegt nicht vor. Bei beiden Geschlechtern ist die Flügelgrundfarbe gelbbraun bis orangebraun. Die Oberseite sämtlicher Flügel ist mit einer Vielzahl schwarzer Punkte versehen. Im englischen Sprachgebrauch wird die Art deshalb als Beautiful Leopard (Schöner Leopard) bezeichnet. Die Diskalregion der Hinterflügel ist weißlich aufgehellt. Die Flügelunterseite bildet die Zeichnung der Oberseite in leicht abgeschwächter Form ab.

### Raupe
Die nacktschneckenförmigen hellgrünen Raupen sind mit zwei schwarzen, verzweigten, stacheligen Kopfhörnern ausgestattet, die sie zur Verteidigung gegen Fressfeinde einsetzen. Sie haben außerdem ein gegabeltes Hinterleibsende.

### Ähnliche Arten
Timelaea maculata fehlt die weißliche Aufhellung in der Diskalregion der Hinterflügel.

## Verbreitung und Lebensraum
Timelaea albescens kommt im Südosten Chinas sowie auf Taiwan vor. Derzeit werden fünf Unterarten geführt. Die Art besiedelt unterschiedliche Lebensräume in der gemäßigten Zone, sofern die Nahrungspflanze der Raupen vertreten ist.

## Lebensweise
Die Falter fliegen in mehreren Generationen, schwerpunktmäßig in den Monaten April, Juli und Oktober. Die Raupen ernähren sich von den Blättern von Zürgelbäumen (Celtis), beispielsweise von  Celtis formosana oder Celtis sinensis. Details zur Lebensweise der Art müssen noch erforscht werden.

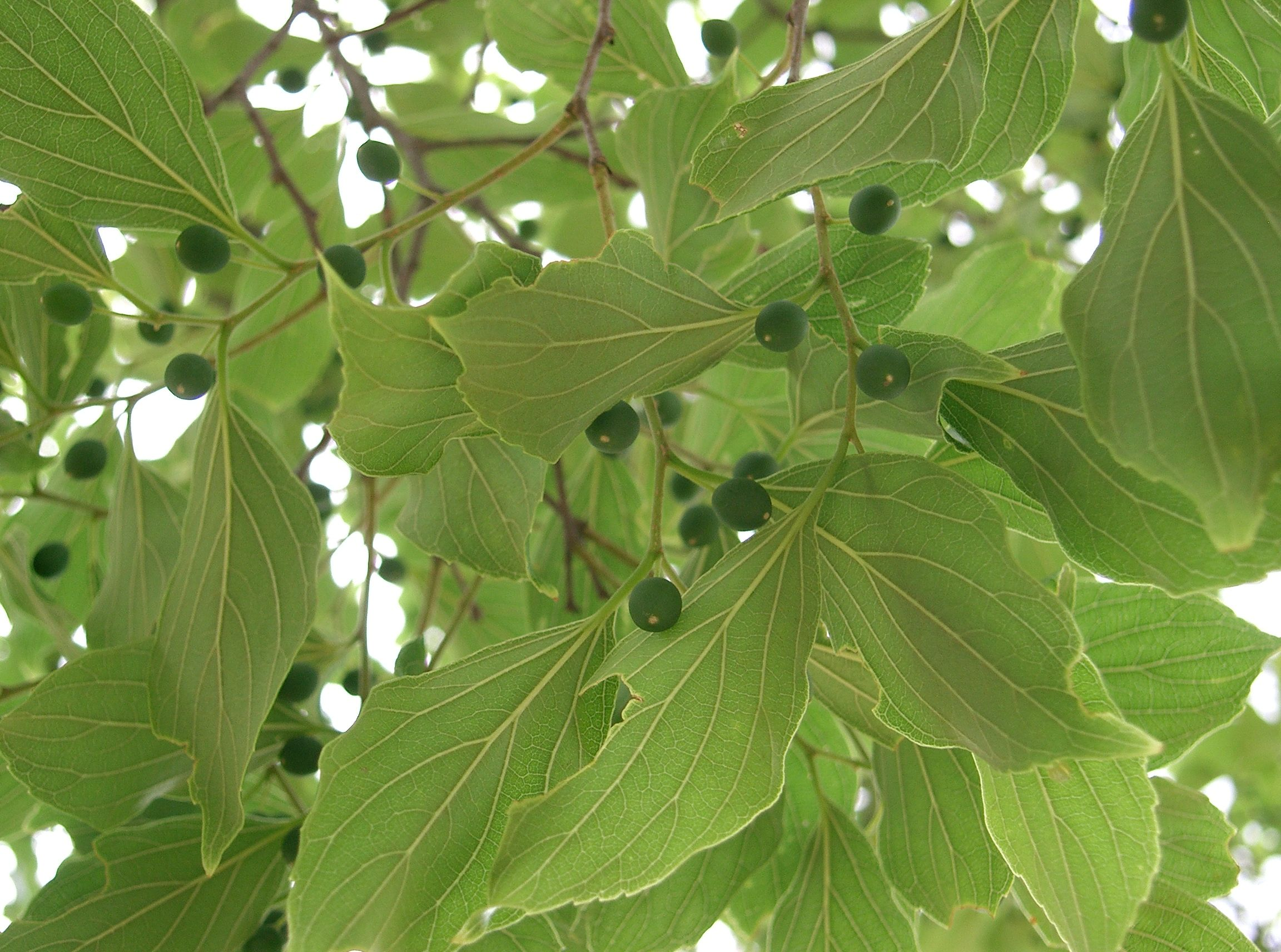
Celtis sinensis, eine Nahrungspflanze der Raupen